# Консейсан, Эмерсон да
Э́мерсон да Консейса́н (порт.-браз. Emerson da Conceição; 29 февраля 1986, Сан-Паулу) — бразильский футболист, левый защитник.

## Карьера
Эмерсон — воспитанник клуба «Ж. Малуселли», выступавшем в серии В чемпионата Бразилии.
В августе 2006 года, в возрасте 20 лет Эмерсон перешёл во французский клуб «Лилль». 8 апреля 2007 года бразилец дебютировал в основном составе клуба в матче с марсельским «Олимпиком», в котором его команда проиграла 1:4. В своём третьем сезоне во Франции защитник стал игроком основы «Лилля», проведя 20 матчей в чемпионате. На месте левого защитника он смог вытеснить из состава Франка Берью. В том же сезоне клуб стал чемпионом Франции и обладателем кубка страны, правда в финальной встрече с «Пари Сен-Жермен» бразилец не играл.
20 июля 2011 года Эмерсон перешёл в португальскую «Бенфику» за 2 млн евро. Контракт был подписан на 3 года. Бразилец дебютировал в клубе в товарищеской игре против «Тулузы». Защитник смог выдержать в составе жёсткую конкуренцию со стороны Жоана Капдевилы.

## Достижения
- Чемпион Франции: 2011
- Обладатель Кубка Франции: 2011
- Обладатель Кубка португальской лиги: 2012
- Обладатель Кубка Бразилии: 2014